# بامبی ۱۵۸۴۵
سیارک ۱۵۸۴۵ (به انگلیسی: 15845 Bambi، نامگذاری:1995UC17) پانزده هزار و هشتصد و چهل و پنجمین سیارک کشف شده‌است که در ۱۷ اکتبر ۱۹۹۵ کشف شد.
قدر مطلق سیارک برابر ۱۴.۱ است.